# Rovira (Name)
Rovira ist ein katalanischer Nachname, der seinen Ursprung im lateinischen robereda („Eichenhain“) hat. Von derselben Wurzel leitet sich auch der Name Roureda ab. Es treten auch die Formen Rovires, Robira, Ruvira, Rubira, Rubires, Roïra und Ruyra auf, sowie die zusammengesetzten Formen Roviralta, Roviro, Rovireta, Rovirola und Rubirosa.

## Namensträger
- Gaspar de Portolà i Rovira (1716–1786), spanischer (katalanischer) Soldat und Gouverneur
- Antoni Rovira i Virgili (1882–1949), spanischer (katalanischer) Politiker
- Antoni Rovira i Trias (1816–1889), spanischer (katalanischer)  Architekt
- Francisco Rovira Beleta (1912–1999), spanischer (katalanischer) Drehbuchautor und Regisseur